# São José de Piranhas
São José de Piranhas este un oraș în Paraíba (PB), Brazilia.